# A Bênção (série de televisão)
A Bênção é uma série de televisão brasileira dramática criada por Frederico Ruas e Leo Garcia, que teve sua estreia em 29 de setembro de 2020 no Canal Brasil e Globoplay, e, em maio de 2023, tornou-se parte do catálogo das plataformas de streaming Claro TV+ (Now), Looke e Vivo Play.
A trama de A Bênção refere-se ao nome de um medicamento experimental, que promete o fim do medo da morte. Seu efeito na vida dos protagonistas é um dos temas centrais da série. A história traz o questionamento: e se as pessoas não temessem morrer?
Realização da Coelho Voador, Ausgang e Anti Filmes, a primeira temporada de A Bênção teve financiamento do Fundo Setorial do Audiovisual através da Ancine e BRDE.

## Equipe

### Elenco principal
Aldri Anunciação (Arthur), Áurea Baptista (Eleonora), João Campos (Júlio), Maria Galant (Nina), Priscilla Colombi (Marta), Rodolfo Ruscheinsky (Santo) e Werner Schünemann (Lerner).

### Elenco de apoio
Adriano Basegio (Juarez), Gabriela Poester (Karen), Juliana Wolkmer (Lígia), Liane Venturella (Veronica), Marcelo Restori (Capitão Lopes), Margarida Linera (Dona Francisca), Pedro Nambuco (Teixeira), Rafael Tombini (Boi) e Rossendo Rodrigues (Bruno).

### Equipe técnica
Série criada por: Frederico Ruas e Leo Garcia; Showrunner: Leo Garcia; Co-showrunner: Frederico Ruas; Conceito original: Frederico Ruas, Leo Garcia e Pedro Harres; Roteiro: Denise Marchi, Frederico Ruas, Iuli Gerbase, Leo Garcia, Pedro Galiza e Thiago Wodarski; Direção: Davi de Oliveira Pinheiro e Emiliano Cunha; Produção Executiva: Leo Garcia e Pedro Guindani; Produção: Davi de Oliveira Pinheiro, Emiliano Cunha, Frederico Ruas e Leo Garcia; Maquiagem: Juliane Senna; Direção de Arte: Ana Musa; Direção de Fotografia: Edu Rabin; Montagem: Daniel Almeida e Thais Fernandes; Desenho de Som e Mixagem: Guilherme Cássio, Gustavo Foppa e Jonts Ferreira; Música: Felipe Longhi.

## Sinopse
Arthur (Aldri Anunciação) e Lerner (Werner Schünemann) são os cientistas que criaram um medicamento experimental, a Bênção do título. Enquanto isso, a psiquiatra Marta (Priscilla Colombi), filha de Lerner e esposa de Arthur, trata a doente terminal Nina (Maria Galant), a quem receita o medicamento. Apaixonado por Nina, o seminarista Santo (Rodolfo Ruscheinsky) decide abandonar a Igreja após provar a droga. O policial Júlio (João Campos) perde o medo de entrar na linha de fogo ao usar a substância. Já Eleonora (Áurea Baptista), uma pacata chaveira, começa a invadir as casas de seus clientes.

## Produção
Com mais de 50 diárias de trabalho, A Bênção foi Rodada de janeiro a março de 2019. A produção envolveu envolveu mais de 40 locações em Porto Alegre e arredores, com uma equipe técnica estimada em mais de 70 profissionais, 85 atores e 300 figurantes.
A criação é de Leo Garcia (A Vida Extra-Ordinária de Tarso de Castro) e Frederico Ruas (Paralelo 30). Davi de Oliveira Pinheiro (Porto dos Mortos) e Emiliano Cunha (Raia 4) dividem a direção. Além dos criadores, assinam o roteiro Denise Marchi, Iuli Gerbase, Pedro Galiza e Thiago Wodarski. Na equipe, estão Eduardo Rabin (direção de fotografia), Pedro Guindani (produção executiva), Ana Musa (direção de arte), Juliane Senna (maquiagem), Daniel Almeida e Thais Fernandes (montagem), entre outros. O conceito original da série é de Leo Garcia, Frederico Ruas e Pedro Harres.
"Por mais natural que seja, falar sobre a morte ainda é um tabu. Foram seis meses muito intensos na sala de roteiro, com muitas discussões filosóficas", relembra Leo Garcia. Este período rendeu o texto de mais de 400 páginas.

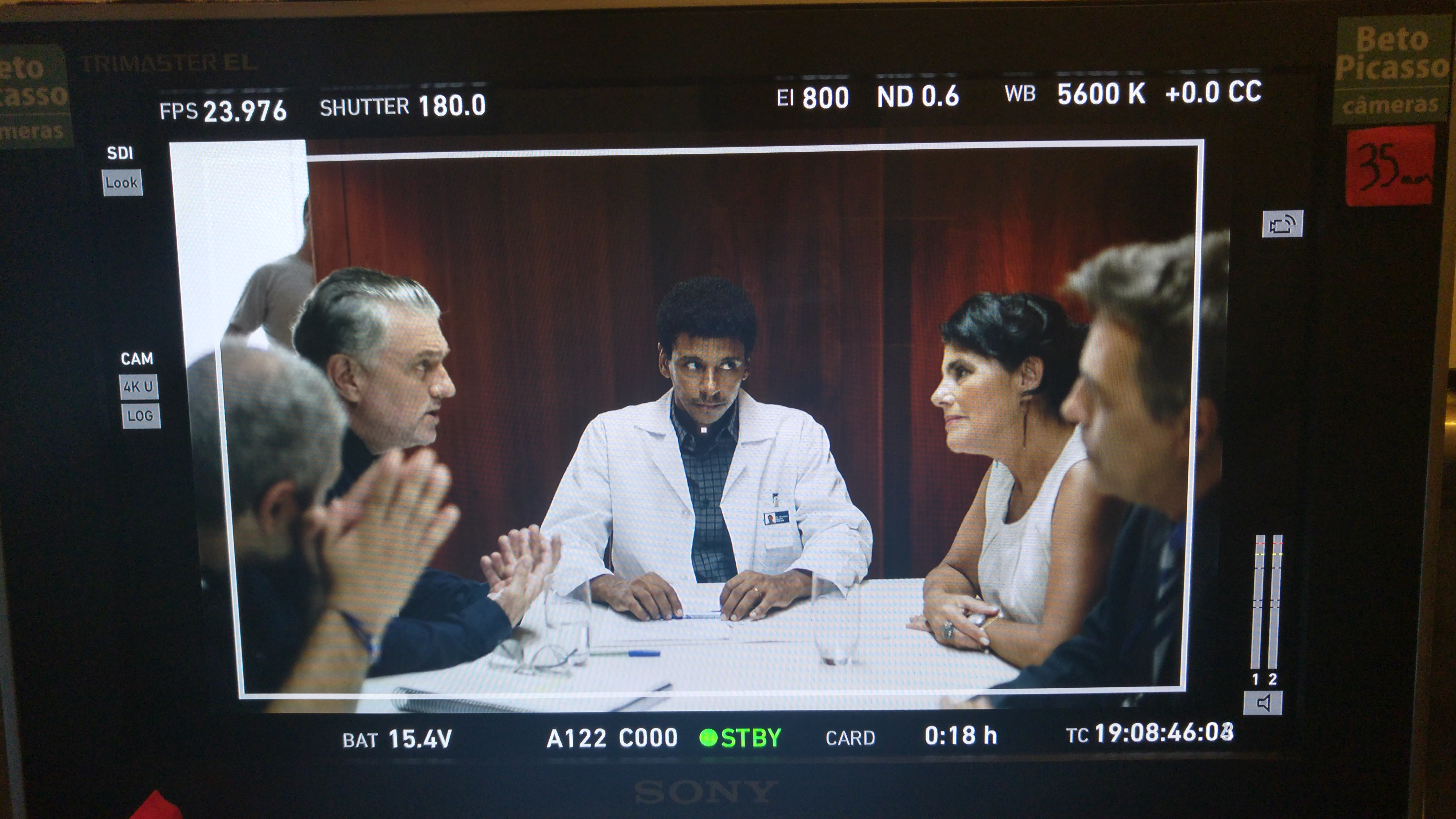
Making of de 'A Bênção' - Werner Schünemann, Aldri Anunciação e Liane venturella - crédito: Isidoro B. Guggiana

Segundo Garcia, a ideia começou a ser desenvolvida em 2012, sem nenhum financiamento. O roteiro foi finalista do concurso NETLABTV, ficando entre as 15 melhores ideias das 1,5 mil inscritas. “A premissa da série é universal e muito instigante: o que você faria caso não tivesse medo nenhum de morrer?”, questiona. “Foi um desafio enorme criar personagens tão diversos e que tivessem esse potencial de transformar completamente suas vidas ao tomarem a Bênção”, resume.
Os idealizadores apontam a opção pelo melodrama a partir de uma premissa fantástica, mas com o maior realismo possível. "Criar uma série que ronda este tema (a morte) envolve um mergulho difícil dentro de si mesmo. O processo envolveu confrontar os próprios medos mais profundos", explica Frederico Ruas.

## Trilha Sonora
Compostas por Felipe Longhi (Porto dos Mortos), as 33 faixas da trilha sonora de A Bênção foram disponibilizadas nas plataformas digitais (Spotify, YouTube, Deezer e outras) no dia 5 de julho de 2021.
Primeira música composta para a série, A Bênção (Tema de abertura) foi criada por Longhi ainda durante a leitura do roteiro. “Busquei produzir uma música que tivesse um lado alegre e solar abraçado por um outro lado denso e um pouco mais solene, mas sem encarar a disputa entre vida e morte como algo necessariamente trágico”, explica o porto-alegrense Felipe Longhi. “Agora penso que tive essa abordagem talvez até como um antídoto pra mim mesmo. Não tanto por ter medo da minha própria morte, mas a de tudo que me cerca: pessoas, animais, sonhos, memórias”, conclui.
Além da música incidental, a trilha inclui seis canções originais de diferentes gêneros (compostas junto com o músico recifense Fappo), entre elas o pagode Quando dói e a sertaneja Fim de Hollywood.

## Recepção
"O roteiro (...) apresenta uma narrativa bem diferente e interessante, sobre um tema que já parecia saturado: -A busca pela cura milagrosa, que sempre tem consequências-. Contudo, os diretores (...) conseguiram algo a mais do que a repetição dos clichês de filmes desse gênero, eles mergulharam a fundo nas características particulares de cada personagem, com seus defeitos e qualidades", escreveu Sidney Postiglioni para o Teoria Geek.
Para Bruno Simioni Cunha do site Não Parece Mas É Sério, "A Benção tem bons elementos técnicos e boa direção", porém "falta apenas aprofundamento dos temas que abre nos primeiros episódios, ainda mais que eles possuem boas conexões entre eles, faltou aprofundar os temas, ainda mais que a série soube abordar elementos que são raros na telinha, tanto aqui quanto no exterior".
“A Bênção é uma série brasileira cativante que nos faz refletir sobre questões profundas da existência humana. Com uma trama instigante e uma temática atual e relevante, a série merece ser assistida para conquistar ainda mais seu espaço no cenário audiovisual nacional", avaliou Ártemis Proença para a Woo! Magazine.
Thiago Satiro em sua análise para o site Portal GeekPop News, resumiu sua experiência de assistir aos episódios: "A Benção certamente é um série interessante e que vale a pena assistir. Ela consegue prender o espectador, deixando sempre um pouquinho de quero mais no final de cada episódio. Outro ponto interessante, é ver as produções brasileiras atingirem um nível mais maduro".

## Episódios
|     | 1ª Temporada | 1ª Temporada       | 1ª Temporada |
| EP  | Título       | Data de Exibição   | Sinopse |
| --- | ------------ | ------------------ | --- |
| E01 | Luto         | 29 de set. de 2020 | Uma droga revolucionária promete bloquear o medo da morte, mas ela acaba afetando de diferentes formas a vida de seus usuários. |
| E02 | Cura         | 6 de out. de 2020  | Os cientistas médicos Arthur e Lerner criam um medicamento para doentes terminais, mas o Laboratório cancela a pesquisa e os demite. Ao investigar, Arthur descobre que a medicação tem o poder de suprimir o medo da morte, fazendo com que suas cobaias humanas tomem atitudes extremas e de elevados riscos. Assim, é criada uma perigosa rede de intrigas e poder em busca do controle sobre a poderosa medicação. |
| E03 | Batismo      | 13 de out. de 2020 | Arthur e Lerner prosseguem com a pesquisa de forma clandestina; Nina droga Santo sem que ele perceba e a situação sai de controle; Júlio segue uma pista anônima sobre o paradeiro de Boi. |
| E04 | Julgamento   | 20 de out. de 2020 | Os cientistas médicos Arthur e Lerner criam um medicamento para doentes terminais, mas o laboratório cancela a pesquisa e demite ambos. Ao investigar, Arthur descobre que a medicação tem o poder de suprimir o medo da morte, fazendo suas cobaias humanas tomarem atitudes extremas e de elevados riscos. Assim, é criada uma perigosa rede de intrigas e poder em busca do controle sobre a poderosa medicação.    |
| E05 | Abençoados   | 27 de out. de 2020 | Santo e Nina criam a própria igreja em torno da "Bênção"; Marta descobre que os remédios foram roubados pelo casal; os pacientes começam a sentir os sintomas da abstinência. |
| E06 | Palavra      | 3 de nov. de 2020  | A igreja da "Bênção" ganha seguidores; Marta descobre que a droga continua sendo produzida e confronta o pai; o capitão quer mais policiais como Júlio e Lerner se aproveita. |
| E07 | Sacrifício   | 10 de nov. de 2020 | Júlio aceita ser uma cobaia no estudo para encontrar um antídoto para a "Bênção"; Juarez se desespera ao ver o estado de Nina; Arthur e Lerner se encontram para um acerto de contas. |
| E08 | Testamento   | 17 de nov. de 2020 | Marta e Nina se reconciliam em um momento muito difícil; Lerner está perto de ver seu grande plano ser executado; Arthur e Julio se tornam a última esperança para impedir que a Bênção se espalhe. |